# Coleophora fayalensis
Coleophora fayalensis é uma espécie de mariposa do gênero Coleophora pertencente à família Coleophoridae.